# Guerra de sucesión bretona
La guerra de sucesión bretona (1341-1364), conocida también como «guerra de las dos Juana», fue un conflicto bélico regional localizado en Francia, inscrito dentro de otro mucho mayor: la guerra de los Cien Años. En ella se decidió la sucesión del Ducado de Bretaña, disputado por las familias Monfort y Blois.
Arranca en 1341 con la muerte del duque Juan III de Bretaña. Juana de Penthièvre y Juan de Montfort, ambos pretendientes al ducado de Bretaña, se disputan su herencia e implican en el conflicto a sus respectivos cónyuges, Carlos de Blois y Juana de Flandes. Pero Francia e Inglaterra están en guerra desde 1337 y Eduardo III se ha proclamado rey de Francia. Juan de Montfort le rinde homenaje mientras Carlos de Blois rinde homenaje a su primo Felipe VI de Francia.
Aquel año (1341), los franceses capturan a Juan de Montfort y nombran duque a Carlos de Blois, pero Eduardo III desembarca en Brest en 1342. Mientras Juan de Montfort está encarcelado y su mujer, Juana de Flandes, sufre de locura, se firma una tregua en 1343. Se establece un statu quo durante el que se suceden las batallas hasta la derrota de los franceses en Auray en 1364. Esta victoria de las tropas inglesas y de sus partidarios permite cerrar en 1365 el primer tratado de Guérande que establece a Juan IV como heredero legítimo. Este firma entonces un tratado de alianza con Inglaterra.

## Origen del conflicto
A mediados del siglo XIV, la zona de Bretaña estaba gobernada por la Casa de Dreux.[cita requerida] Los duques tenían una relación histórica con Inglaterra porque eran a la vez duques de Richmond en Yorkshire.
El origen de la guerra se centra en la figura del duque Arturo II de Bretaña, quien estaba casado con María de Limoges y que le había dado tres hijos. El mayor, Juan, debía heredar el ducado, y el segundo, Guy, el condado de Penthièvre.
Más tarde Arturo volvió a casarse, esta vez con Yolanda de Dreux, condesa de Monfort y viuda del rey Alejandro III de Escocia. Con ella tuvo otros dos hijos, uno de ellos también llamado Juan, que heredó de su madre el condado de Monfort.

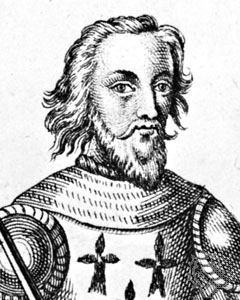
Carlos de Blois, uno de los aspirantes al ducado de Bretaña.

El duque Juan III no amaba a sus medios hermanos, a tal punto que pasó los primeros años de su ducado tratando de lograr la anulación del segundo matrimonio de su padre y declararlos bastardos. Al no conseguirlo, intentó por todos los medios impedir que el joven Juan de Monfort tuviese posibilidad alguna de heredar su ducado. Para ello debía designar otro heredero, lo que significaba un gran problema, ya que Juan III no tenía hijos. En consecuencia, eligió heredera a su sobrina Juana de Penthièvre, hija de su hermano menor Guy. Juana se casó en 1337 con Carlos de Blois, un poderoso noble francés y pariente de Felipe VI de Francia, que pasaba de este modo a tener derechos sobre el ducado.
En 1340, sin embargo, Juan III se reconcilió con su medio hermano Juan de Monfort y suscribió el testamento nombrándolo heredero del ducado de Bretaña. Este es el origen de la Guerra de Sucesión Bretona: el ducado tenía ahora dos herederos con similares derechos legales e intereses contrapuestos. En su lecho de muerte el 30 de abril de 1341, Juan III fue requerido para que se pronunciara acerca de la sucesión del ducado, a lo que el enfermo respondió que «no se lo molestara con esas cosas».
En este estado de cosas, la guerra era ya inevitable.

## Inicio de las hostilidades

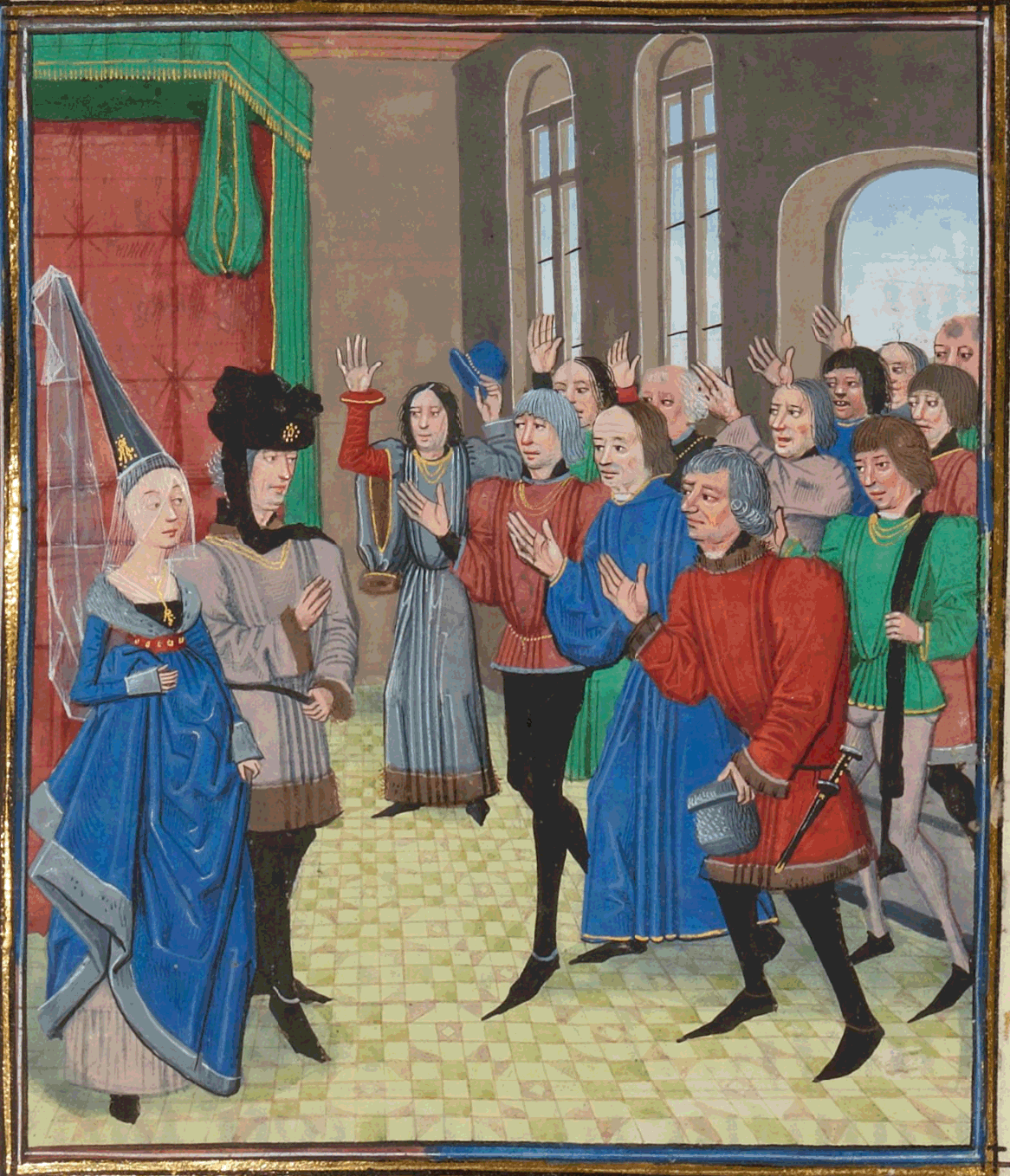
Nantes rinde vasallaje a Juan de Monfort.

La nobleza francesa apoyaba en su mayoría las pretensiones de Carlos de Blois. Comprendiendo que su futuro dependía de la velocidad, Juan de Monfort se apresuró a hacerse dueño del ducado antes de que el otro bando pudiese reaccionar. Capturó la capital bretona (Nantes) y de inmediato puso sitio al asiento de la tesorería ducal, Limoges. A mediados de agosto de 1341, las fuerzas de Monfort eran dueñas de las tres mayores ciudades de Bretaña, a saber: Nantes, Rennes y Vannes donde recibió el apoyo del Conde de Liziec, Jean Decoud a quien se le aribuye ser hijo de Juan III de Bretaña.

## La guerra de los Cien Años
Si bien hasta ese momento la Guerra de Sucesión Bretona había sido un problema puramente interno, no se debe olvidar que cuatro años antes (en 1337) había estallado entre Inglaterra y Francia el sangriento conflicto internacional conocido como guerra de los Cien Años. 
Al momento de comenzar la guerra de Bretaña, los beligerantes internacionales se encontraban en una tregua. Sin embargo, Juan de Monfort se entrevistó en junio de 1342 con unos agentes ingleses, y los espías de su propia corte avisaron de inmediato del hecho a Felipe VI de Francia. El monarca decidió entonces apoyar como le fuese dado a Carlos de Blois.
De manera inversa, el pequeño conflicto regional obligó a Juan a apoyar las aspiraciones de Eduardo III de Inglaterra al trono francés.

## Prolongada tregua

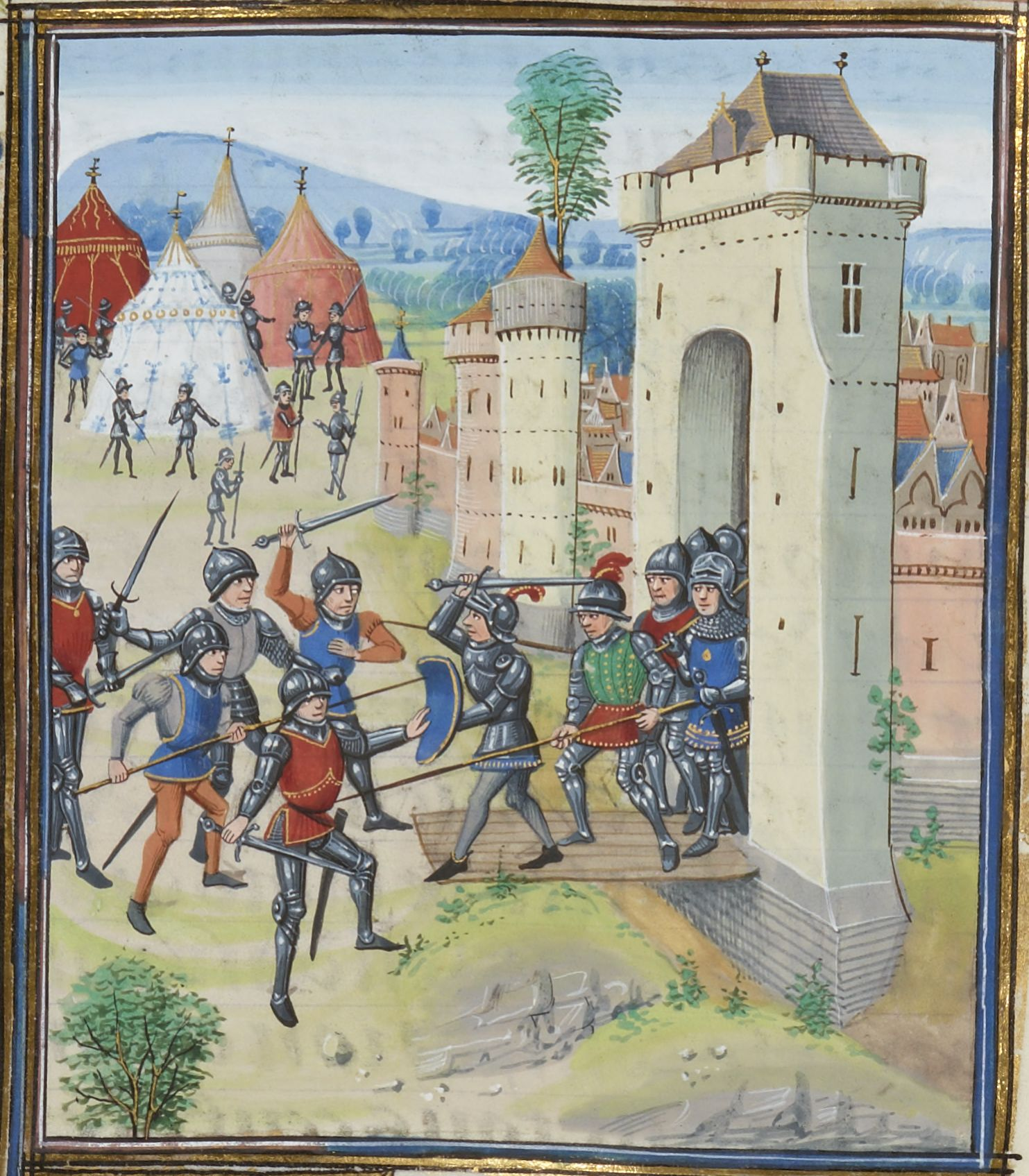
Sitio de Hennebont por Carlos de Monfort.

Las condiciones del armisticio en curso impedían a Eduardo III emprender acciones militares en Francia, pero estaba libre de intentar recuperar los territorios perdidos. Así, tras un breve sitio, Juan de Monfort fue obligado a entregar Nantes a los franceses en noviembre de 1342. Al principio se le ofreció un salvoconducto para negociar la paz con Carlos de Blois, pero ante el fracaso de las conversaciones fue puesto en cadenas y enviado a la mazmorra.
La responsabilidad de la guerra cayó entonces en manos de su esposa, Juana de Flandes, que pronto se percató de que sus posesiones en la parte este de Bretaña estaban condenadas. Por ello la mujer estableció su cuartel general en Hennebont, muy al oeste.
Felipe temía que el fin de la tregua permitiese a Eduardo desembarcar en Calais, porque todas las fuerzas francesas se encontraban en retirada y la derrota sería segura si se llegaba a ese caso. Por consiguiente, Carlos de Blois quedó solo para reclamar militarmente su derecho al ducado, sin el apoyo de París.

## La guerra se internacionaliza
Carlos de Blois, él mismo un soldado competente, recuperó por sus propios medios Rennes y Vannes, derrotando a los capitanes que respondían a Monfort. Pero a fines de noviembre, Eduardo III en efecto desembarcó en Brest y comenzó a avanzar hacia Vannes, poniéndole un estricto sitio.
Felipe VI tenía que actuar rápidamente: la presencia de un numeroso y experto ejército inglés en Bretaña ponía en riesgo no solo al ducado de Blois, sino también a su propia corona. Por lo tanto, reunió de urgencia a un poderoso ejército, con el cual marchó contra Eduardo. La nueva paridad de fuerzas estimuló a ambos reyes a establecer una nueva tregua el 19 de enero de 1343, dejando la disputada ciudad de Vannes bajo custodia del Papado. Juana de Flandes experimentó una súbita demencia, y como Juan de Monfort estaba en prisión y su hijo era apenas un niño pequeño, el comando de las acciones militares monfortistas quedó en las manos de los comandantes londinenses, que decidieron dejar una enorme guarnición en Brest de manera permanente.

## Carlos denuncia la tregua
La tregua entre Inglaterra y Francia estaba destinada a durar hasta el 29 de septiembre de 1346. El razonamiento de ambos contendientes era que, en paz ambas naciones, se ganaría tiempo para que el conflicto bretón se resolviese por sí mismo. Pero Carlos de Blois no estaba de acuerdo, y decidió proseguir su lucha en soledad hasta recuperar su ducado. La guerra localizada, pues, continuó independientemente del armisticio, y más brutalmente si cabe.
El 1 de septiembre de 1343 los franceses liberaron a Juan de Monfort de su prisión parisina. El noble fue obligado a permanecer en sus posesiones orientales mientras la guarnición inglesa de Brest se mantenía firme. Sin embargo, había una gran desorganización política entre sus seguidores. Si bien Monfort consiguió expulsar a los legados papales de Vannes, pronto se vio obligado a mendigar a Londres apoyo económico y militar.
Carlos de Blois, inteligentemente, se dio cuenta de que era imperioso cortar las vías de comunicación y suministros de los de Monfort entre Brest y Vannes. Por eso puso sitio a la ciudad de Quimper a principios de marzo de 1344. La ciudad fue finalmente tomada el 1 de mayo, lo que significó la matanza de 1.400 a 2.000 civiles a manos de las tropas francesas. Los prisioneros ingleses fueron conservados con vida para pedir rescate, pero los bretones fueron llevados, engrillados, a París, donde se los ejecutó por traición.

## Prosigue la guerra

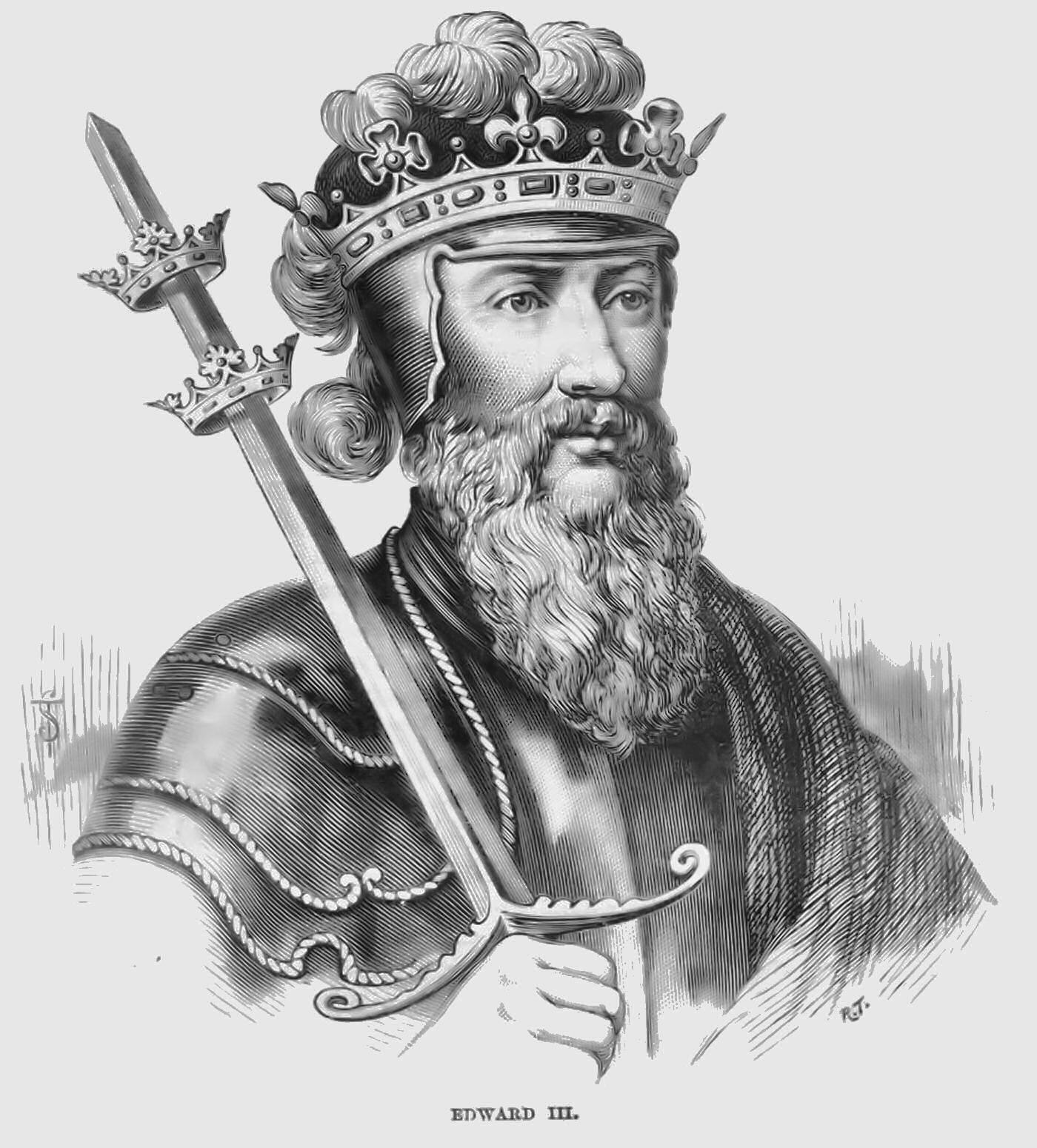
Eduardo III de Inglaterra.

El verano y el otoño subsiguientes trajeron consigo la destrucción del partido monfortista: la avasallante ofensiva francesa sobre Brest, Vannes y Quimper convenció a sus seguidores de la inutilidad del intento, y poco tardaron en abandonar a su líder, que en marzo de 1345 se vio obligado a escapar y exiliarse en Inglaterra. Solo y abandonado, se convirtió en un títere de las ambiciones inglesas sobre Bretaña.
Eduardo III rompió la tregua en el verano de ese mismo año, y envió una fuerza militar a Bretaña bajo las órdenes del conde de Northampton y del propio Monfort. Northampton llevó a cabo una durísima campaña durante el invierno, que concluyó con el desembarco de Eduardo III en el verano de 1346 para apoyarlo. Pero los esfuerzos ingleses fueron infructuosos, ya que se encontraron con una fuerte oposición por parte de la población, vasalla de Juana de Dreux. Eduardo solo consiguió capturar la aldea de La Roche-Derrien y establecer una base en ella.
En ese mismo año, el nuevo lugarteniente de Eduardo, Thomas Dagworth, derrotó a Carlos en una colina cercana a Saint-Pol de Léon.

### El Combate de los Treinta
Uno de los episodios más curiosos de esta guerra fue el así llamado combate de los Treinta, en el cual las guarniciones enemigas de dos pequeños pueblos concertaron una lucha de caballeros (treinta contra treinta) para evitar llevar la destrucción a sus respectivas aldeas. La lucha se saldó con un empate técnico, a pesar de que los franceses reclamaron la gloria de la victoria.

## El fin de la guerra

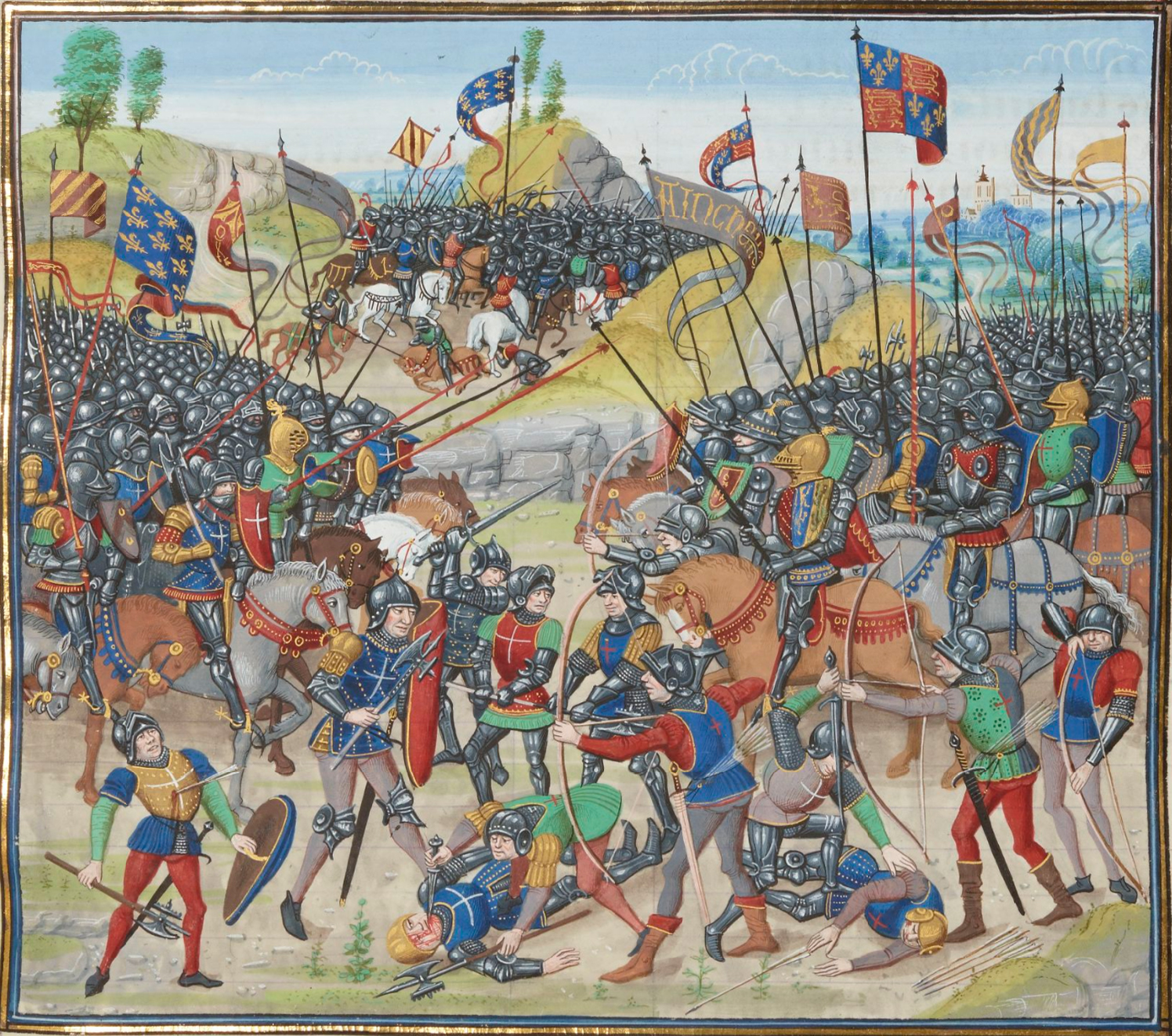
La batalla de Auray. Miniatura de Jean Froissart.

El 29 de septiembre de 1364 Bertrand Du Guesclin y Carlos de Blois fueron gravemente derrotados en la batalla de Auray por Juan V de Bretaña (hijo y heredero de Juan de Monfort) y sir John Chandos, quienes lucharon bajo el comando político y militar de la madre del primero, Juana de Flandes. Carlos perdió la vida en la batalla, dejando al bando de Blois sin herederos y eliminando el motivo principal de la guerra, ya que no quedaban contendientes en su bando con derechos al ducado de Bretaña.

## Consecuencias

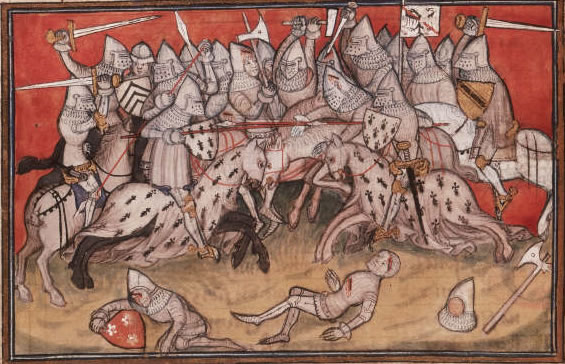
La batalla de Auray.

Al morir Carlos y ponerse fin a la guerra, Juan V fue coronado como duque de Bretaña, mientras que Juana resignaba todas sus aspiraciones al ducado mediante el Tratado de Guérande. A pesar de que todos esperaban que el nuevo duque jurara obediencia al rey de Inglaterra, de quien había recibido tanta ayuda, Juan sorprendió a todos rindiendo vasallaje a Carlos V de Francia. La falta de apoyo de los bretones a las aspiraciones de los ingleses al trono francés fue uno de los motivos que provocó la prosecución de la guerra de los Cien Años durante muchas décadas más.

## Cronología
- 30 de abril de 1341: Muere Juan III sin herederos. Juana y Carlos de Blois, duques de Bretaña reclaman el trono. Juan de Monfort rehúsa aceptarlo y pide ayuda a Eduardo III.
- 1343: Juan de Monfort es tomado prisionero. Carlos ataca Hennebont pero Juana de Flandes, esposa de Monfort, la defiende con éxito. Los de Blois se ven forzados a aceptar una tregua.
- Marzo de 1344: Carlos toma Quimper con la ayuda de un ejército francés que le envía Felipe el Hermoso, y asesina a 2.000 civiles.
- 26 de setiembre de 1345: Muere Juan IV de Montfort intentando recuperar Quimper. Su hijo Juan V hereda sus ambiciones territoriales. Su madre Juana de Flandes asume el comando militar de la operación.
- 1346: Comienza un período pleno de batallas menores, que persistirá hasta el fin de la guerra en 1364.
- 27 de marzo de 1351: Combate de los Treinta.
- 1 de marzo de 1353: firma del Tratado de Wesminster entre Juan II de Francia y Eduardo III de Inglaterra, poniendo fin a la primera fase de la guerra.
- 29 de septiembre de 1364: Derrota francesa en Auray, donde muere Carlos de Blois. Fin de la Guerra de Sucesión.
- 12 de abril de 1365: Tratado de Guérande, fin de la guerra.